# Eparchie pařížská Panny Marie Libanonské
Eparchie pařížská Panny Marie Libanonské (francouzsky Éparchie Notre-Dame du Liban de Paris, latinsky Eparchia Dominae Nostrae Libanensis Parisiensis Maronitarum) je eparchie maronitské katolické církve se sídlem v Paříži. Její katedrála Panny Marie Libanonské se nachází v ulici Rue d'Ulm v 5. obvodu.

## Historie
Eparchie vznikla rozhodnutím papeže Benedikta XVI. dne 21. července 2012. Do té doby byli členové maronitské církve pod pravomocí Ordinariátu pro byzantinské věřící ve Francii zřízeného 16. června 1954 pro všechny věřící byzantského ritu. Prvním biskupem se stal Nasser Gemayel.

## Organizace
Eparchie je tzv. imediátní (exemptní či vyňaté) biskupství, což znamená, že je podřízena přímo papeži a nepatří proto k žádné církevní provincii. Její území odpovídá celé Francii. Liturgickým jazykem je syrština a používá západosyrský ritus.